# Éditions du centre Pompidou
 (octobre 2021).
Si vous disposez d'ouvrages ou d'articles de référence ou si vous connaissez des sites web de qualité traitant du thème abordé ici, merci de compléter l'article en donnant les références utiles à sa vérifiabilité et en les liant à la section « Notes et références ».
Les éditions du centre Pompidou sont une maison d'édition française dont le siège est situé à Paris. Liées au centre Pompidou, elles en publient les catalogues d'exposition ainsi que la revue scientifique, Les Cahiers du musée national d'Art moderne, ainsi que des beaux-livres illustrés, des monographies, des albums, des essais et anthologies artistiques, des livres jeunesse et des cahiers d’activités pour enfants et adultes. Elles lancent environ trente-cinq titres par an. Ces derniers s'écoulent notamment dans la librairie du centre Pompidou, située dans le forum, au rez-de-chaussée du centre culturel.
Les éditions éditent également une collection de produits dérivés (papeterie, carterie, accessoires, bijoux) en lien avec les collections et la programmation du Centre.